# تشم بلك (مقاطعة دورة)
تشم بلك (بالفارسية: چم پلک) هي قرية تقع في قسم كشكان الريفي (مقاطعة دورة) في إيران. يقدر عدد سكانها بـ 707 نسمة بحسب إحصاء 2016.